# Matthias Reuber
Matthias Reuber (* 1. August 1992 in Kirchen) ist ein deutscher Politiker (CDU). Er wurde bei der Landtagswahl in Rheinland-Pfalz 2021 in den Landtag von Rheinland-Pfalz gewählt.

## Leben
Reuber legte 2011 das Abitur am Kopernikus-Gymnasium in Wissen ab und studierte 2011 bis 2015 mit einem Stipendium der Konrad-Adenauer-Stiftung Mathematik mit Anwendungsfach Wirtschaftsmathematik an der Universität Siegen. Seit 2014 war er nebenberuflich bei der Firma statmath als Data Scientist tätig. Ab 2015 arbeitete er als Wissenschaftlicher Mitarbeiter an der Universität Siegen am Lehrstuhl für Stochastik und Quantitative Methoden der Wirtschaftswissenschaften. 2019 wurde er mit der Arbeit „Stochastische Modelle für Photovoltaik-Anlagen“ promoviert.
Er ist verheiratet, hat zwei Kinder und lebt in Birken-Honigsessen.

## Politik
2014 wurde er in den Ortsgemeinderat Birken-Honigsessen gewählt.
Bei der Landtagswahl in Rheinland-Pfalz 2021 kandidierte er im Wahlkreis Altenkirchen (Westerwald) und konnte das Direktmandat gewinnen. Er erhielt 38,0 % der Stimmen im Wahlkreis.